# Palazzo della BNR
Il palazzo della BNR (in rumeno: Palatul BNR) è un edificio del centro storico di Bucarest con sede nella strada Lipscani, sede della Banca nazionale della Romania.

## Storia
Il sito risale da un terreno occupato da una locanda nel XVII secolo, la costruzione del palazzo della BNR mostra la dimensione economica che si è verificata nel 1880 e l'orientamento verso la cultura europea. Il rinnovamento urbano è stato guidato da architetti formatisi presso l'Ecole de Beaux Arts di Parigi. Così, la sua posizione ha incoraggiato la formazione del distretto finanziario.
L'architettura del Rinascimento francese si presenta attraverso le statue della facciata che hanno una qualità molto buona (I. Georgescu, Stefan Ionescu Valbudea), gli stessi dati contenuti all'interno della sala centrale e le scale monumentali fino al piano principale. Il murale è stato fatto da G.D. Mirea, Nicolae Grigorescu (1894) e Eugen Voinescu (1893). Progettato per un grande mercato, ma il palazzo è circondato da strade strette con sola vista delle prospettive tangenziali lungo le strade laterali.